# رنتية
رنتية قرية عربية تقع على بعد 18 كم شرقي يافا وتبعد نحو كيلومتر واحد إلى الغرب من خط سكة حديد اللد – حيفا ونحو كيلومترين إلى الشرق من طريق اللد وحيفا الرئيسة المعبدة. وتصلها دروب ممهدة بقرى العباسية والمزيرعة وقولة والطيرة.
نشأت هذه القرية فوق رقعة منبسطة من أرض السهل الساحلي الأوسط ترتفع نحو 50 م عن سطح البحر. وتألفت من بيوت مبنية باللبن والحجر، واتخذ مخططها التنظيمي شكل المستطيل الذي يتجه العمران داخله من الجنوب إلى الشمال.
واشتملت على مدرسة تأسست عام 1947 وعلى بعض الحوانيت وآبار المياه التي تشرب منها القرية وتروي أراضيها. وكان نموها العمراني بطيئاً فلم تتجاوز مساحتها 13 دونماً. واعتمد سكانها في توفير حاجاتهم اليومية وتسويق منتجاتهم الزراعية على قريتي العباسية والمزيرعة المجاورتين.
بلغت مساحة أراضي رنتية 4,389 دونماً منها 92 دونماً للطرق والأودية و 142 دونما تسربت إلى اليهود وتتميز أراضيها الزراعية بخصب تربتها التي تنتمي إلى تربة البحر المتوسط الطفالية الحمراء، وبتوفر مياهها الجوفية الغزيرة العذبة وتعدد آبارها. وتنتج الأرض الزراعية مختلف أنواع المحاصيل من حبوب وخضر وأشجار مثمرة. وتشغل بساتين الحمضيات أكبر مساحة مزروعة بالأشجار المثمرة إذ زرعت في 505 دونمات، وزرع الزيتون في 20 دونماً. وتعتمد الزراعة اعتماداً واضحاً على الري لوجود عشرات الآبار في الجهتين الجنوبية والشرقية من القرية.
بلغ عدد سكان رنتية في عام 1922 نحو 351 نسمة، وارتفع في عام 1931 إلى 401 نسمة كانوا يقيمون في 105 بيوت، وقدر عدد السكان في عام 1945 بنحو 590 نسمة. وفي عام 1948 احتل اليهود رنتية ودمروها بعد أن طردوا سكانها. ثم أقاموا على أنقاضها في عام 1949 مستعمرة “ريناتيا”.

## التاريخ
خلال الحقبة الصليبية، عرفت باسم رينتي أو رنتيا أو رينتيا، أوقفت جنبا إلى جنب مع غيرها من المدن الساحلية مثل ديريلكوبيبي وسمسم، وفي عام 1122، تم منح عشور القرية لمستشفى كنيسة القديس يوحنا. في عام 1166، مُنحت العشور إلى فرسان الإسبتارية.
خلال الحكم العثماني المبكر في فلسطين، وكانت الإيرادات من قرية رنتية سنة 1557 المخصصة لدائرة الأوقاف جديدة سلطان يقع مطعم الفقراء في القدس، التي أنشأتها زوجة السلطان، زوجة السلطان سليمان القانوني.
في 1596، كان رنتية قرية في ناحية («منطقة ثانوية») من الرملة (لواء («حي») من غزة)، التي يبلغ عدد سكانها 132. دفعت القرويين الضرائب للسلطات للمحاصيل التي تزرع، والتي شملت القمح والشعير والفاكهة، والسمسم، وكذلك على أنواع أخرى من الممتلكات، مثل الماعز وخلايا النحل. في أواخر القرن التاسع عشر، وصفت رنتية كقرية صغيرة مبنية من الطوب اللبن. في ذلك الوقت مرت الطريق الرئيسي الحق بجانبه. 

## احتلال القرية وتطهيرها عرقياً
ذكر المؤرخ الإسرائيلي بني موريس على وقوع هجومين على قرية رنتية، وقع الأول بتاريخ 28 نيسان عام 1948، عقب محاولة الأرغون تطهير المنطقة المحيطة بمدينة يافا، والثاني وقع قبيل فجر يوم 10 تموز عام 1948 عن طريق قوة مؤلفة من سيارات عسكرية وآليات مصفحة تابعة للواء المدرع الثامن في البلماح وكتيبة المشاة الثالثة من لواء الإسكندروني ضمن عملية داني، حيث توغلت القوات الإسرائيلية بعيداً في عمق الأراضي العربية على الجبهة الوسطى، سعياً لتطويق مدينتي الرملة واللد، وقد أسفر الهجوم عن احتلال القرية ومجموعة من القرى الأخرى المجاورة لها.